# Reacție Achmatowicz
Reacția Achmatowicz sau transpoziția Achmatowicz este o reacție organică prin care are loc conversia furanului la dihidropiran. Reacția a fost dezvoltată de chimistul polonez Osman Achmatowicz Jr. (n. 20 decembrie 1931 în Vilnius) și publicată în 1971. În reacția originală, are loc reacția dintre alcool furfurilic și brom în metanol, formând 2,5-dimetoxi-2,5-dihidrofuran, care suferă reacție de transpoziție la dihidropiran în prezență de acid sulfuric diluat: